# جاكلين بيرغر
جاكلين بيرغر (بالإنجليزية: Jacqueline Berger)‏ هي كاتِبة وشاعرة أمريكية، ولدت في 30 نوفمبر 1960.